# Lachenalia campanulata
Lachenalia campanulata är en sparrisväxtart som beskrevs av John Gilbert Baker. Lachenalia campanulata ingår i släktet Lachenalia och familjen sparrisväxter. Inga underarter finns listade i Catalogue of Life.